# Сретенская церковь (Бердск)
Сретенская церковь — православный храм в честь Сретения Господня, находившийся в старом Бердске. Возведён в начале XVIII века, став одним из первых строений Бердского острога. Первоначальное здание церкви было деревянным, но сгорело в 1807 году. В 1808 году построен новый кирпичный храм.
Сретенская церковь была закрыта в 1939 году и затоплена в середине XX века Новосибирским водохранилищем.

## История
При возникновении в 1716 году Бердского острога одним из первых его сооружений стал деревянный храм, освящённый в честь Сретения Господня.
Церковь перестраивали в 1763 году, а также после 1796 года.
В 1807 году деревянный храм был уничтожен пожаром, однако уже в 1808 году был построен новый трёхпрестольный храм. При церкви было около 200 десятин земли и 4 десятины лесного надела.
Согласно «Справочной книги по Томской Епархии за 1909/1910 год» в приходе в тот период служили: протоиерей Гавриил Сергеевич Вишняков, младший священник Иоанн Петрович Сидонский, священник на месте штатного дьякона Александр Никанорович Косманов, диакон на должности псаломщика Петр Афанасьевич Соловьев, и. д. псаломщика Александр Павлович Хромцов
В 1939 году постановлением Президиума Новосибирского Облисполкома № 2083 от 31 декабря 1939 года храм был закрыт.
После сооружения Новосибирской ГЭС Сретенская церковь была затоплена образованным водохранилищем.

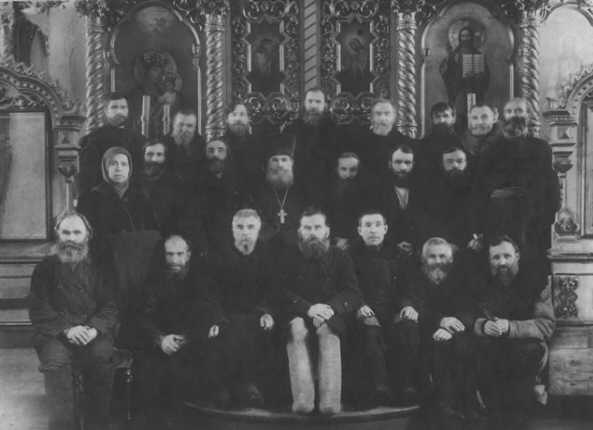
Священник Василий Игумнов с членами приходского совета и прихожанами церкви, 1930-е.